# Max Salazar
Max Salazar (* 17. April 1932 in New York City; † 19. September 2010 ebenda) war ein US-amerikanischer Journalist, Autor und Musikwissenschaftler, der sich vorrangig mit Latin Music beschäftigte.

## Wirken
Der Musikwissenschaftler Salazar spezialisierte sich auf die Erforschung der Geschichte lateinamerikanischer Musik; er ist Autor des Buchs Mambo Kingdom: Latin Music In New York und einer Vielzahl von Artikeln über Musiker wie Tito Puente sowie 200 weiterer Artikel über Tanz, die er in Magazinen wie dem  Village Voice, Latin Times, Billboard veröffentlichte. Salazar war auch Mitherausgeber des Latin Beat Magazine und Mitarbeiter des Magazins Impacto. Außerdem hatte er Lehraufträge an der UCLA, dem Smithsonian Institution und verschiedenen Colleges.
Sein Interesse für Lateinamerikanische Musik entwickelte der aus einer puerto-ricanischen Familie stammende Salazar schon in früher Jugend, wandte sich diesem Gebiet doch erst Ende der 1960er Jahre professionell zu, als er ab 1968 als Journalist für das Magazin Latin New York tätig wurde. In den folgenden Jahren vertiefte er seine Forschungen, interviewte zahlreiche Musiker, Promoter und Gestalten des Musikgeschäfts, die in verschiedenen Magazinen erschienen. Zudem lud er bedeutende Musiker des Genres zu Gesprächen in seine wöchentliche Radioshow ein, die von der New Yorker Station WKCR übertragen wurde; später wechselte er zum Sender WBAI. Er war ein persönlicher Freund von Künstlern wie Machito und Tito Puente, in den späteren Jahren begleitete er die weitere Entwicklung der Latin-Szene und dokumentierte deren Evolution und Experimente mit anderen Musikstilen.

## Veröffentlichungen
- Mambo Kingdom: Latin Music In New York (ISBN 0825672775)
- Max Salazar: Latin Beat Magazine (August 1998)[3]
- Max Salazar: Latin Beat Magazine (März 2000)[4]